# Handia (plaats)
Handia is een nagar panchayat (plaats) in het district Prayagraj van de Indiase staat Uttar Pradesh.

## Demografie
Volgens de Indiase volkstelling van 2001 wonen er 16.412 mensen in Handia, waarvan 53% mannelijk en 47% vrouwelijk is. De plaats heeft een alfabetiseringsgraad van 52%.